# Prêmio Washington
O Prêmio Washington (em inglês:  Washington Award) é um prêmio de engenharia dos Estados Unidos.
Estabelecido em 1916, tem sido concedido anualmente por "realizações que promovem a felicidade, conforto e bem-estar da humanidade". É concedido juntamente pelas seguintes sociedades de engenharia: Instituto dos Engenheiros de Minas, Metalurgia e Petróleo dos Estados Unidos, Sociedade Nuclear dos Estados Unidos, Sociedade Americana de Engenheiros Civis, Sociedade dos Engenheiros Mecânicos dos Estados Unidos, Instituto de Engenheiros Eletricistas e Eletrônicos, Sociedade Nacional dos Engenheiros Profissionais e Sociedade dos Engenheiros Ocidentais (que administra o prêmio).

## Recipientes
Lista parcial.
- 1919 Herbert Hoover
- 1923 Robert Woolston Hunt
- 1927 Orville Wright
- 1931 Ralph Modjeski
- 1936 Charles Kettering
- 1937 Frederick Gardner Cottrell
- 1944 Henry Ford
- 1949 John Lucian Savage
- 1954 Lillian Moller Gilbreth
- 1970 Hyman Rickover
- 1978 Dixy Lee Ray
- 1980 Neil Armstrong
- 1985 Stephen David Bechtel
- 1990 John Henry Sununu
- 1996 Wilson Greatbatch
- 2000 Donna Shirley
- 2001 Dan Bricklin
- 2001 Bob Frankston
- 2002 Richard J. Robbins
- 2003 Eugene Cernan
- 2004 Nick Holonyak
- 2005 Robert Langer
- 2006 Henry Petroski
- 2007 Michael Birck
- 2008 Dean Kamen
- 2009 Clyde Nelson Baker
- 2010 Alvy Ray Smith
- 2011 Martin C. Jischke[1]
- 2013 Kristina M. Johnson
- 2014 Bill Nye[2]
- 2015 Bernard Amadei[3]
- 2016 Aprille Joy Ericsson[3]
- 2017 Chuck Hull